# ۱۸۴۵
۱۸۴۵ (میلادی) هزار و هشتصد و چهل و پنجمین سال تقویم میلادی است.

## زادگان
- ۲۴ آوریل - کارل اشپیتلر
- ۲۰ ژوئیه - ادوارد زاخائو

- ۱۵ فوریه – الیو روت، سیاست‌مدار، وکیل، و دیپلمات آمریکایی (د. ۱۹۳۷)
- ۳ مارس – گئورگ کانتور، ریاضی‌دان آلمانی (د. ۱۹۱۸)
- ۲۷ مارس – ویلهلم رونتگن، فیزیک‌دان آلمانی (د. ۱۹۲۳)
- ۱۸ ژوئیه – تریستان کوربیر، شاعر فرانسوی (د. ۱۸۷۵)
- ۳ نوامبر – ادوارد دی. وایت، قاضی، وکیل، و سیاست‌مدار آمریکایی (د. ۱۹۲۱)
- ۱۰ نوامبر – جان اسپارو دیوید تامپسن، سیاست‌مدار و وکیل کانادایی (د. ۱۸۹۴)

## درگذشت‌ها
‎